# Poney de sport slovaque
Le poney de sport slovaque (slovaque : Slovenský športový pony) est une race de poneys, originaire de Slovaquie. Il dispose d'un stud-book dédié depuis 1985. Son élevage est essentiellement cantonné à Veľké Pole.

## Histoire
L'origine de la race à la création d'un programme d'élevage dans les années 1980, impliquant notamment des étalons poneys Welsh, croisé à des juments de races Selle tchèque et Selle slovaque. Le stud-book est créé en 1984. Ces poneys sont issus de croisements entre des Selle slovaques, des Pur-sangs, des Arabes, des Welshes et des poneys de selle allemands. 

## Description
D'après CAB International, il toise de 1,37 m à 1,47 m, tandis que le guide Delachaux indique 1,40 m à 1,48 m, pour une moyenne de 1,43 m.
Le modèle est celui du cheval de selle, en plus petit. La tête, surmontée de petites oreilles, présente un profil rectiligne ou légèrement concave. Le garrot est bien sorti, la croupe d'inclinaison légère, les membres sont fins et terminés par de petits sabots.
Les robes les plus fréquentes sont le gris, le bai et le souris.
Le département de zootechnie de l'université slovaque d'agriculture de Nitra est responsable de la sélection.

## Utilisations
Il est essentiellement destiné aux sports équestres sur poney,. Le programme de sélection vise à en faire un « compagnon idéal pour les enfants » et les jeunes jusqu'à 16 ans, pour l'équitation sportive et de loisir. Il est également recommandé pour l'équithérapie.

## Diffusion de l'élevage
La race est propre à la Slovaquie. Elle est notamment élevée à Rolane, Ltd. à Veľké Pole. 
L'étude menée par l'Université d'Uppsala, publiée en août 2010 pour la FAO, signalait le poney de sport slovaque comme race de chevaux locale européenne en danger critique d'extinction. La race est également signalée comme menacée d'extinction sur la base de données DAD-IS, qui indique un cheptel de seulement environ 200 à 300 individus en 2017, avec mise en place d'un programme de conservation.